# Guayape
Guayape (en Náhuatl: Agua grande) es un municipio del departamento de Olancho en la República de Honduras.

## Toponimia
Su nombre en mexicano significa "Agua Grande", fue llamado así por estar en el margen del Río Guayape.

## Límites
| Orientación | Límite                                   |
| ----------- | ---------------------------------------- |
| Norte       | Municipio de Yocón, Olancho              |
| Norte       | Municipio de El Rosario, Olancho         |
| Sur         | Municipio de Guaimaca, Francisco Morazán |
| Este        | Municipio de Salamá, Olancho             |
| Este        | Municipio de Concordia, Olancho          |
| Oeste       | Municipio de Orica, Francisco Morazán    |

Su cabecera está situada al pie del Cerro Viejo y a la margen derecha del Río Guayape. Este municipio está cruzado de Norte a Oeste por la Montaña de La Loma y de Sur a Este por la de la Montaña La Concepción.

## Historia
En 1801, en el recuento de población de 1801 formaba parte de la Tenencia de Cedros.
En 1889, en la División Política Territorial de 1889, era uno de los municipios del Distrito de Salamá.

## División Política
Aldeas: 15 (2013)
Caseríos:
| Código | Aldea                 |
| ------ | --------------------- |
| 151101 | Guayape               |
| 151102 | Coyoles               |
| 151103 | El Coyol              |
| 151104 | El Coyolar            |
| 151105 | El Paraíso            |
| 151106 | El Paso de La Hoya    |
| 151107 | El Rodeo              |
| 151108 | Jucurunca             |
| 151109 | La Concepción         |
| 151110 | Monte Grande          |
| 151111 | San José              |
| 151112 | Santa Cruz de Guayape |
| 151113 | Suyapita              |
| 151114 | Tabloncitos           |
| 151115 | Vallecito             |